# The Chap-Book
Ne doit pas être confondu avec Chapbook.
The Chap-Book est une revue littéraire américaine bimensuelle publiée entre 1894 et 1898, représentative de l'Art nouveau. 

## Histoire
Le nom de cette revue littéraire américaine prend sa source dans le chapbook, qui désignait autrefois des publications populaires publiées en Grande-Bretagne depuis le milieu du XVIe siècle et plus tard dans les colonies américaines (par exemple à Boston), peu onéreuses, contenant des petites histoires et très illustrées.
Lancée le 15 mai 1894 au prix de 10 cents, The Chap-Book est initialement prévue pour la promotion d'une maison d'édition, H. S. Stone & Kimball (Chicago), dirigée par Herbert Stuart Stone établi à Cambridge (Massachusetts), mais sa conception moderne et ses écrits vivants lui ont donné une audience plus large, et six mois plus tard, le siège de la revue est transféré à Chicago. Elle a beaucoup contribué à l'essor de l'art nouveau aux États-Unis avec les dessins de William Bradley, qui fut un temps directeur artistique et qui conçut des affiches lithographiées promotionnelles remarquables, et Frank Hazenplug, entre autres.
Le premier numéro contenait un autoportrait de Beardsley. 
Parmi les contributeurs, dans les domaines fiction, poésie et critique, on trouve Stephen Crane, Paul Laurence Dunbar, Hamlin Garland, Thomas Hardy, Julian Hawthorne, William Ernest Henley, Henry James, Laurence Jerrold, Stéphane Mallarmé, Josephine Preston Peabody, William Sharp, Paul Verlaine, H. G. Wells, William Butler Yeats. 
Max Beerbohm y a donné des caricatures.
Le dernier numéro date du 1er juillet 1898 ; la revue The Dial (en) absorbe ensuite le titre.

## Affiches publicitaires

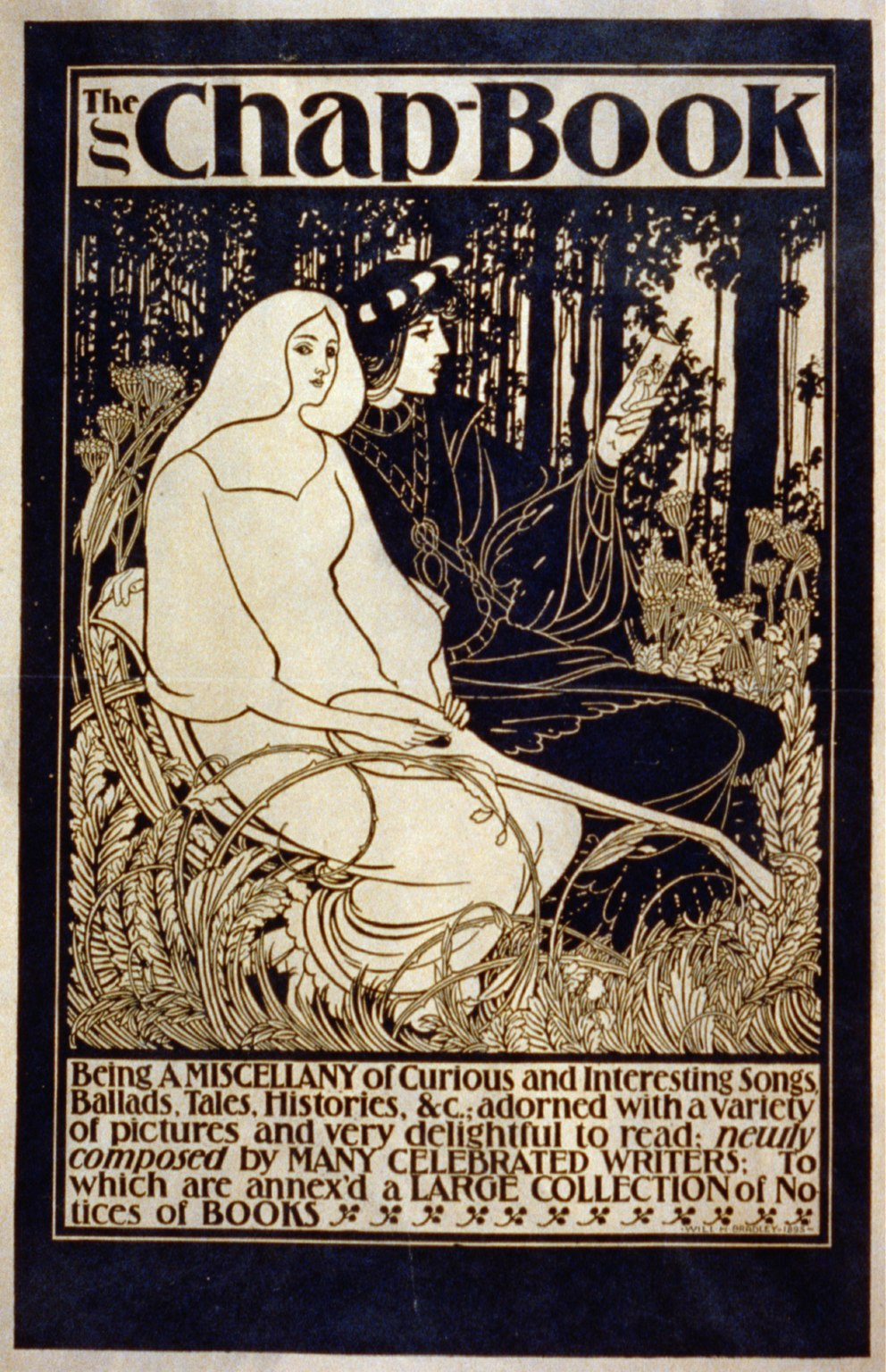
Will H. Bradley : couverture du no 3 (1895)
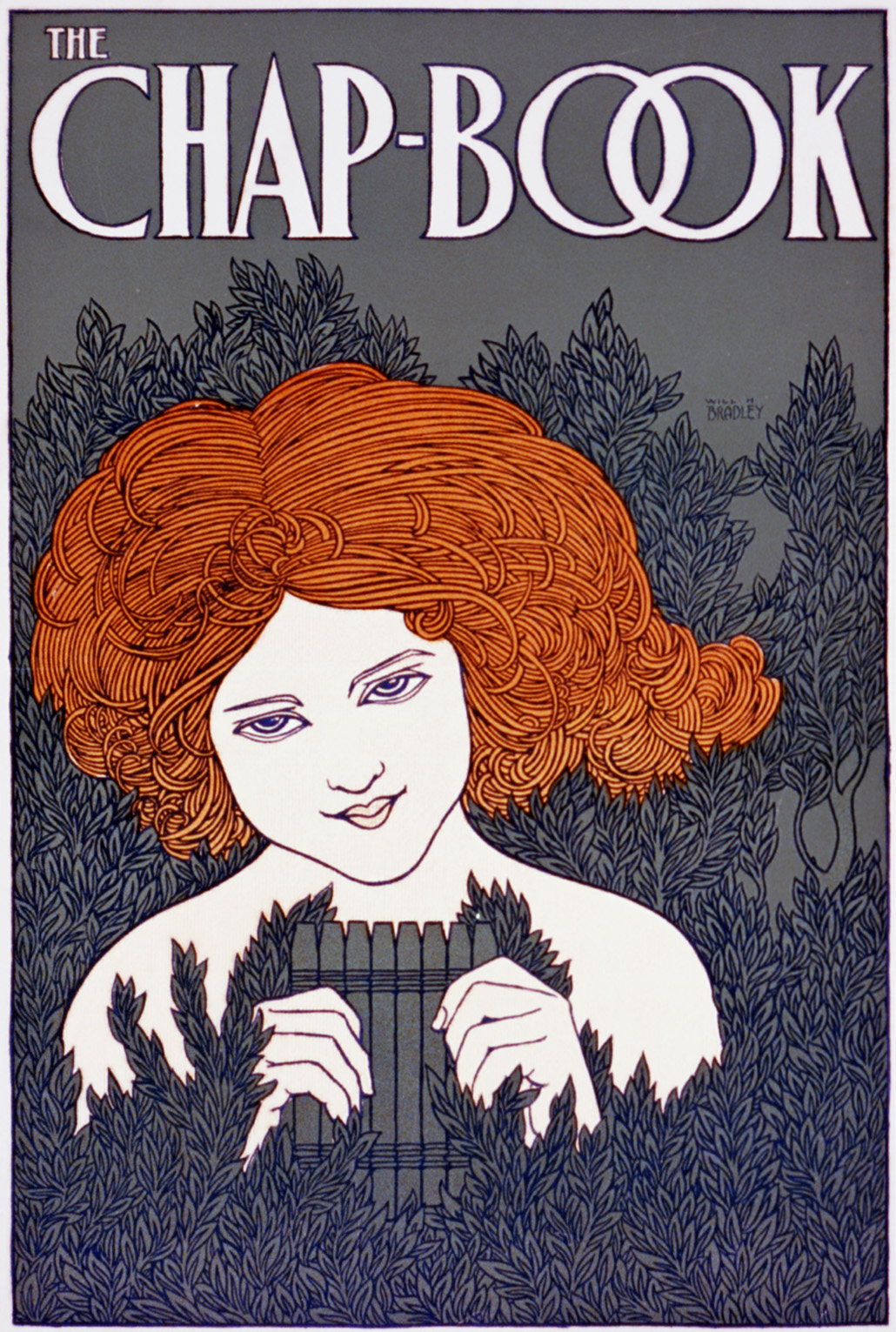
Will H. Bradley : affiche promotionnelle du no 5 (1895)
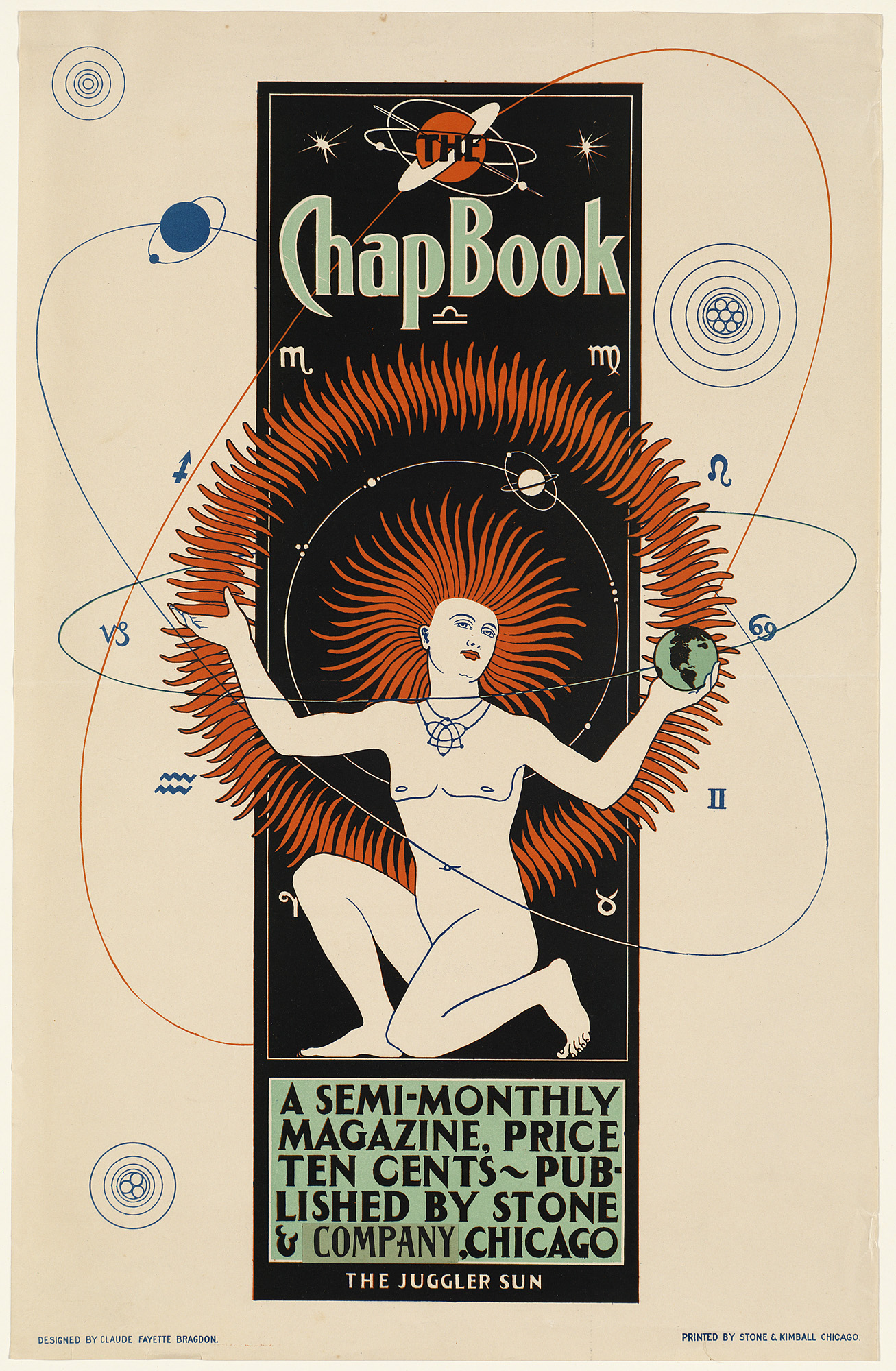
Claude Fayette Bragdon (en) : affiche promotionnelle du no 14 (1895)
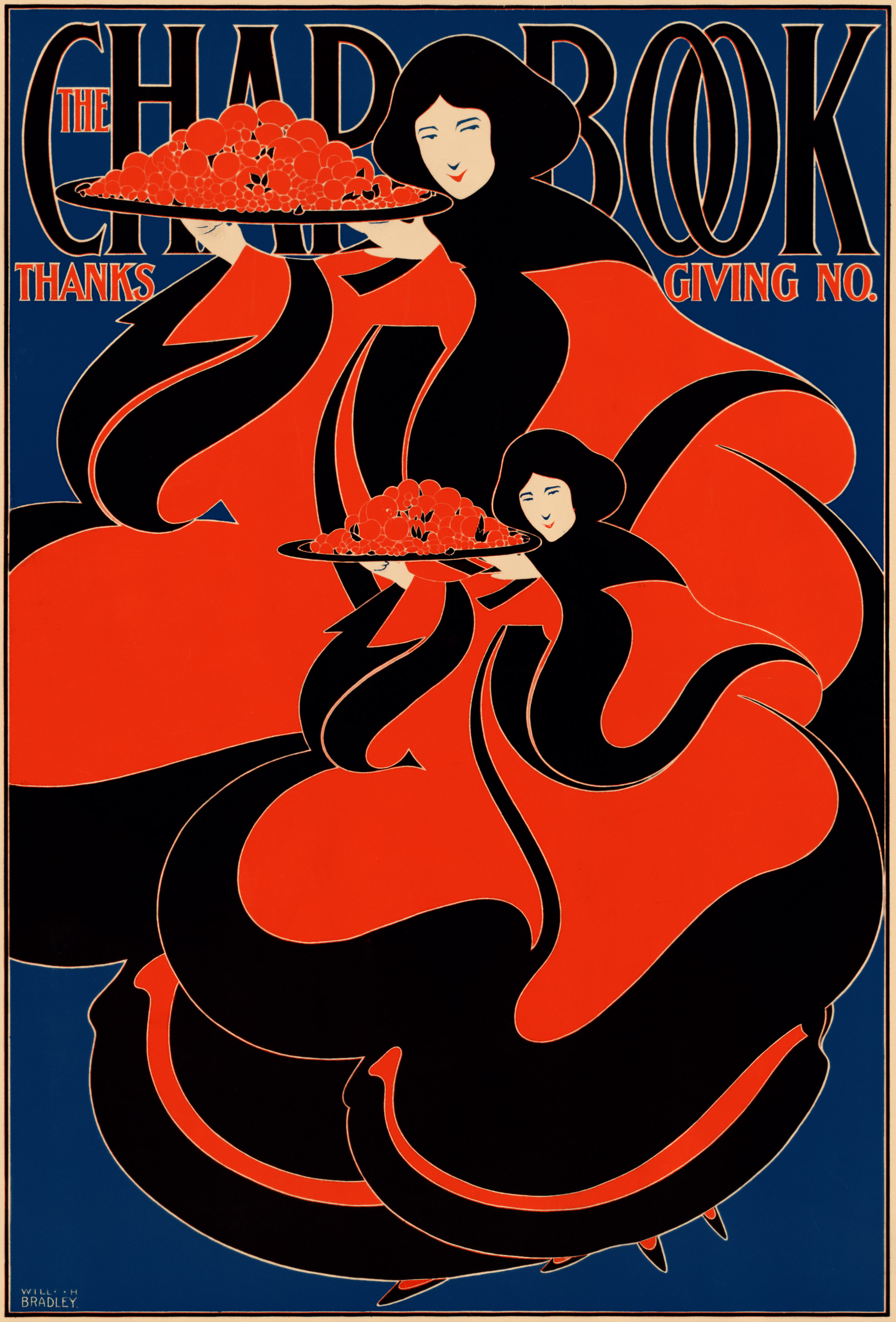
Will H. Bradley : : affiche promotionnelle l'édition de Noël 1895
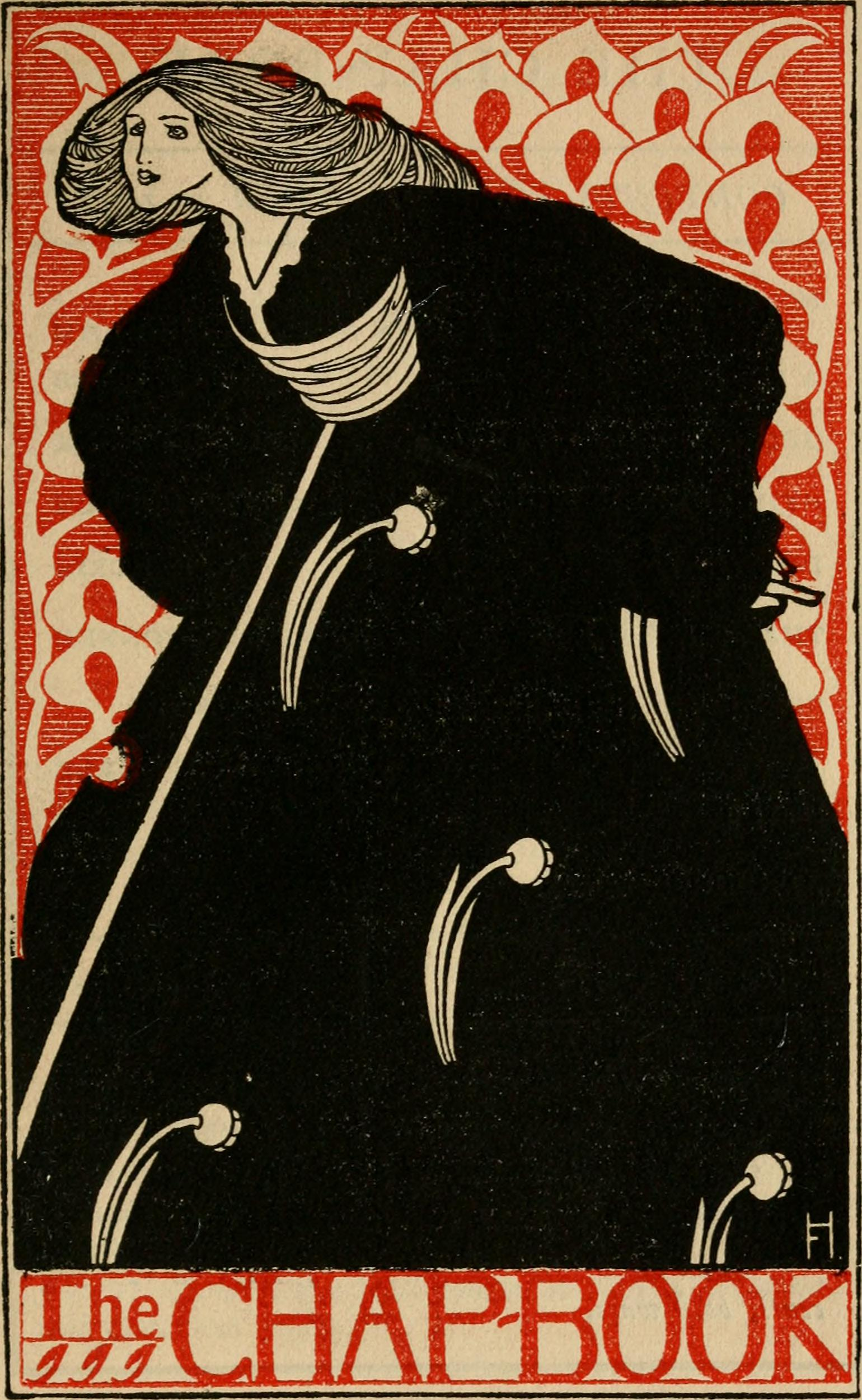
Frank Hazenplug : couverture de novembre 1896